# Viejas Arena
Viejas Arena at Aztec Bowl (voorheen Cox Arena), gelegen aan de San Diego State University (SDSU) campus in San Diego, Californië, is de thuisbasis van de San Diego State Aztecs en vrouwen basketbal teams. Viejas Arena opende zijn deuren voor de campus en de gemeenschap in juli 1997 en biedt plaats aan 12.414 personen voor basketbal.
Viejas Arena wordt ook gebruikt voor concerten waar grote artiesten optreden, waaronder Britney Spears, Blink-182, Pearl Jam, Foo Fighters, Janet Jackson, A Day to Remember, Linkin Park, Muse, Metallica, KISS, Van Halen, Green Day, Gorillaz, Rise Against, Tool, The Smashing Pumpkins, Lady Gaga, One Direction, Florence and the Machine, Fleetwood Mac, Miranda Lambert, Drake en Sia . De arena wordt vaak gebruikt als alternatief voor de veel grotere Pechanga Arena in de stad. De arena was ook de gastheer van de opnames van Megadeths live dvd Blood in the Water: Live in San Diego . Lady Gaga trad op 2 juni 2014 op in Viejas Arena tijdens haar artRAVE: The ARTPOP Ball Tour .